# Proástio (Messénie)
Proástio (grec moderne : Προάστιο) est une localité située dans le dème du Magne-Occidental, dans le district régional de Messénie, dans la périphérie du Péloponnèse, en Grèce.
Selon le recensement de 2021, elle compte 183 habitants.